# Sarah Helen Whitman
Sarah Helen Power Whitman (Providence, Rhode Island, 19 de janeiro de 1803 - ibíd, 27 de junho
de 1878), foi uma poetisa e ensaísta estado-unidense, inserida nos movimentos transcendentalista e espiritualista. Manteve uma relação sentimental com o escritor Edgar Allan Poe.